# Vopovlje
Vopovlje je naselje u slovenskoj Općini Cerklju na Gorenjskem. Vopovlje se nalazi u pokrajini Gorenjskoj i statističkoj regiji Gorenjskoj. 

## Stanovništvo
Prema popisu stanovništva iz 2002. godine naselje je imalo 121 stanovnika.